# Hazara-Virus
Im Jahr 1954 wurde das Hazara-Virus (Spezies wissenschaftlich: Hazara orthonairovirus) als eines der durch Zecken übertragenen Viren der Gattung Orthonairovirus in der Ordnung Bunyavirales entdeckt. Man fand es in Pakistan in Zecken der Art Ixodes, die in dieser Region heimisch sind. Man unterscheidet in dieser Spezies neben dem ursprünglichen Hazara-Virus (en. Hazara virus, HAZV) noch das Tofla-Virus (englisch Tofla virus, TFLV). Heute wird dieses Virus an Mäusen untersucht, um Therapien für das hoch pathogene Krim-Kongo-Fieber-Virus zu entwickeln.

## Aufbau
Die Viren gehören zu den umhüllten negativsträngigen RNA-Viren; ihr Genom ist in drei Teile aufgeteilt: Klein (englisch small, S), Mittel (englisch middle, M) und Groß (englisch large, L). Das L-RNA-Segment kodiert für eine RNA-abhängige RNA-Polymerase (L-Protein), das M-RNA-Segment für zwei Oberflächenglykoproteine (Gc und Gn) und das S-RNA-Segment für ein Nukleocapsidprotein (N).
Die drei genomischen RNA-Segmente werden von Kopien des N-Proteins in Form von Ribonukleoprotein-Komplexen (RNP-Komplexen) eingekapselt.
Das N-Protein ist das am häufigsten vorkommende Virusprotein bei den Viruspartikeln der Bunyavirales und den infizierten Zellen und daher das Hauptziel in vielen serologischen und molekularen Diagnosen.

## Krim-Kongo-Fieber-Virus
Das Krim-Kongo-Fieber-Virus (Krim-Kongo-Hämorrhagisches-Fieber-Virus, CCHFV), früher als nächster Verwandter des HAZV gehandelt, gehört zur Spezies Krim-Kongo-Hämorrhagisches-Fieber-Orthonairovirus der gleichen Gattung.

## Systematik
Die Aufteilung in verschiedene Spezies folgt dem ICTV mit Stand 1. April 2024 (auszugsweise):
Gattung Orthonairovirus
- Spezies Orthonairovirus haemorrhagiae mit Krim-Kongo-Hämorrhagisches-Fieber-Orthonairovirus (en. Crimean-Congo hemorrhagic fever orthonairovirus)

- Krim-Kongo-Fieber-Virus, (en. Crimean-Congo hemorrhagic fever virus, CCHFV oder CCFV)

- Spezies Orthonairovirus hazaraense

- Hazara-Virus (en. Hazara virus, HAZV)

- Spezies Orthonairovirus japonicum

- Tofla-Virus (en. Tofla virus, TFLV)

- Spezies Orthonairovirus nairobiense

- Nairobi-Schafkrankheit-Virus (en. Nairobi sheep disease virus, NSDV, inklusive Ganjam-Virus)

- Spezies Orthonairovirus qalyubense

- Qalyub-Virus